# Mimobdella buettikoferi
Mimobdella buettikoferi ist der Name einer Art großer, blinder, landlebender Egel aus der Familie der Salifidae in der Unterordnung der Schlundegel, der insbesondere Regenwürmer frisst und auf der Insel Borneo heimisch ist.

## Merkmale
Mimobdella buettikoferi hat einen bis über 50 cm langen, zylindrischen, am Hinterende abgeflachten Körper mit einer stark an Regenwürmer erinnernden Gestalt und korallenroter Färbung. Ein von Raphaël Blanchard untersuchtes Exemplar war 16,5 cm lang und 1,1 cm breit. Augen sind nach der Beschreibung Blanchards nicht zu erkennen. Im Gegensatz zu einigen Salifa-Arten oder auch anderen äußerlich sehr ähnlichen Egeln wie etwa Gastrostomobdella monticola haben die ausgewachsenen Tiere von Mimobdella buettikoferi keine Gastropore, also keinen bauchseitigen Schlitz hinter der weiblichen Geschlechtsöffnung. Die äußerlich nicht sichtbaren Segmente haben im Mittelabschnitt des Körpers pro Segment 10 äußere Ringel. Zwischen der männlichen und der weiblichen Geschlechtsöffnung der zwittrigen Tiere liegen mehr als 6 äußere Ringel. Der gerade gestreckte, röhrenförmige Pharynx des Egels hat weder kieferartige Strukturen – also keine Pseudognathen – noch Stilette.

## Verbreitung, Lebensraum und Lebensweise
Mimobdella buettikoferi lebt am Waldboden der Bergwälder des Kinabalu in der malaysischen Provinz Sabah auf der Insel Borneo, wo sie im März und generell nach Regenfällen auf Höhen von etwa 2500 bis 3000 Metern über dem Meeresspiegel häufig anzutreffen ist. Sie gräbt sich durch den Boden auf der Suche nach Beute, die zum Großteil aus Regenwürmern besteht, darunter der Riesenregenwurm Pheretima darnleiensis, und die mithilfe des muskulösen Pharynx verschluckt wird.

## Artname
Raphaël Blanchard wählte den Gattungsnamen Mimobdella nach dem griechisch μῖμος mîmos „Schauspieler, Nachahmer“ und griechisch βδέλλα bdélla „Egel“. Die Art Mimobdella buettikoferi benannte Blanchard bei seiner Erstbeschreibung 1897 nach dem Naturforscher Johann Büttikofer, der den Holotyp gesammelt hatte. 